# Edit Perényi-Weckinger
Edit Perényi-Weckinger (Kispest, Hungría, 18 de marzo de 1923-1 de febrero de 2019) fue una gimnasta artística húngara, ganadora de tres medallas olímpicas en concurso por equipos entre las Olimpiadas de Londres 1948 y Helsinki 1952.

## Carrera deportiva
En las Olimpiadas de Londres 1948 gana la plata en el concurso por equipos, tras las checoslvacas y por delante de las estadounidenses.
En 1952 participó en los JJ. OO. que se celebraron en Helsinki consiguiendo la medalla de plata en el concurso por equipos —tras soviéticas y por delante de las checoslovacas— y el bronce en el concurso por equipos con aparatos (una modalidad parecida a la gimnasia rítmica actual), quedando situadas en el podio tras las suecas y las soviéticas.